# Diecezja Natitingou
Diecezja Natitingou (łac.: Dioecesis Natitinguensis) – rzymskokatolicka diecezja  w Beninie, podlegająca pod Archidiecezję Parakou.
Siedziba biskupa znajduje się przy Katedrze w Natitingou.

## Ordynariusze
- Patient Honoré Pierre Yvon Redois SMA (1964-1983)
- Nicolas Okioh (1983-1995)
- Pascal N’Koué (1997-2011)
- Antoine Sabi Bio (od 2014)